# ボールドウィン則
ボールドウィン則（ボールドウィンそく、英語: Baldwin's rules）は、分子内求核反応の起こりやすさについての経験則である。求電子反応およびラジカル反応にも適用することができる。
1976年にジャック・ボールドウィンにより提唱された。
ボールドウィンはそれまで報告されていた分子内求核反応を以下の3つの点から分類した。
- 遷移状態の環員数（数字で表記）
- 求核攻撃で切断される結合が遷移状態の環の外側（exoと表記）にあるか、内側（endoと表記）にあるか
- 求核攻撃を受ける原子の混成（sp3混成ではテトラヘドラル (tetrahedral, tet)、sp2混成ではトリゴナル (trigonal, trig)、sp混成ではダイアゴナル (digonal, dig) と表記）

この分類を組み合わせて分子内求核反応のタイプを5-exo-trigのように表記する。このように分類された反応についてボールドウィンが述べた起こりやすさは次のようになる。
tet型反応では
- exo型反応は3–7員環の遷移状態について起こりやすい
- endo型反応は5–6員環の遷移状態について起こりにくい（3, 4, 7員環については記述がない）

trig型反応では
- exo型反応は3–7員環の遷移状態について起こりやすい
- endo型反応は3–5員環の遷移状態について起こりにくく、6–7員環の遷移状態について起こりやすい

dig型反応では
- exo型反応は3–4員環の遷移状態について起こりにくく、5–7員環の遷移状態について起こりやすい
- endo型反応は3–7員環の遷移状態について起こりやすい

この法則は求核反応が起こる時には、求核試薬が攻撃を受ける炭素に適切な角度で付加しなければ反応が起こらないことに起因している。Tet型反応では切断される結合に対して180度反対側の方向から求核攻撃される必要がある。Trig型反応では二重結合に対して105度程度の角度で求核付加する必要がある。Dig型反応では三重結合に対して60度程度の角度で求核付加する必要がある。
そしてこのような角度で攻撃するような立体配座を分子が取ることが容易であるかどうかが上記の選択律を導くことになる。
下の式の例では、中央の基質から得られるのは5-exo-trig型で環化したラクトン（右）であり、5-endo-trig型にあたるマイケル付加型の環化生成物（左）は得られない。
不利な閉環は決して起こらないわけではなく、より有利な閉環に比べると起こりにくいだけである。